# Desa Sirnasari (administrativ by i Indonesien, lat -6,94, long 108,12)
Desa Sirnasari är en administrativ by i Indonesien.   Den ligger i provinsen Jawa Barat, i den västra delen av landet, 160 km sydost om huvudstaden Jakarta.